# BRS/Search
BRS/Search é um banco de dados de texto completo e um sistema de recuperação de informações. BRS/Search utiliza um sistema de indexação totalmente invertido para armazenar, localizar e recuperar dados não estruturados. Foi o motor de busca que em 1977 implementou as operações comerciais do Bibliographic Retrieval Services (BRS), em português Serviços de Recuperação Bibliográficas, com vinte bases de dados (incluindo a primeira disponibilidade nacional comercial da MEDLINE); mudou de proprietário várias vezes durante seu desenvolvimento e é vendido atualmente como Livelink ECM Discovery Server por Open Text Corporation.

## Início do desenvolvimento
O desenvolvimento sobre o que viria a se tornar o BRS começou como uma Rede de Comunicação Biomédica (Biomedical Communications Network - BNC) da Universidade Estadual de Nova York, Albany (SUNY). O BCN, que entrou em operação em 1968, forneceu acesso on-line a nove bancos de dados, incluindo o MEDLINE e o BIOSIS PREVIEWS, para grandes universidades e escolas médicas, principalmente no Nordeste dos EUA. O financiamento do estado para o projeto foi retirado em 1975 e os Serviços de Recuperação de Bibliográfica foi formado como uma iniciativa sem fins lucrativos no ano seguinte. Foi constituído em maio de 1976 como uma empresa com fins lucrativos com Ron Quake como presidente, Jan Egeland como vice-presidente responsável pelo marketing e treinamento, e Lloyd Palmer como vice-presidente de sistemas.